# Segunda División 1976/77
Die Segunda División 1976/77 war die 46. Spielzeit der zweithöchsten spanischen Fußballliga. Sie begann am 5. September 1976 und endete am 5. Juni 1977. Meister wurde Sporting Gijón.

## Vor der Saison
Die 20 Mannschaften trafen an 38 Spieltagen jeweils zweimal aufeinander. Die drei besten Mannschaften stiegen in die Primera División auf. Die letzten vier Vereine stiegen ab.
Als Absteiger aus der Primera División nahmen Real Oviedo, FC Granada und Sporting Gijón teil. Aus der Tercera División kamen Getafe Deportivo, Real Jaén, UD Levante und Pontevedra CF.

## Abschlusstabelle
| Pl. | Verein               | Sp. | S  | U  | N  | Tore    | Diff. | Punkte |
| --- | -------------------- | --- | -- | -- | -- | ------- | ----- | ------ |
| 1.  | Sporting Gijón (A)   | 38  | 18 | 11 | 9  | 062:350 | +27   | 47:29  |
| 2.  | FC Cádiz             | 38  | 17 | 12 | 9  | 060:420 | +18   | 46:30  |
| 3.  | Rayo Vallecano       | 38  | 17 | 11 | 10 | 046:340 | +12   | 45:31  |
| 4.  | Real Jaén (N)        | 38  | 15 | 13 | 10 | 042:320 | +10   | 43:33  |
| 5.  | Real Oviedo (A)      | 38  | 18 | 7  | 13 | 048:430 | +5    | 43:33  |
| 6.  | CD Teneriffa         | 38  | 15 | 10 | 13 | 048:480 | ±0    | 40:36  |
| 7.  | FC Terrassa          | 38  | 13 | 14 | 11 | 044:340 | +10   | 40:36  |
| 8.  | Deportivo Alavés     | 38  | 14 | 12 | 12 | 057:420 | +15   | 40:36  |
| 9.  | Recreativo Huelva    | 38  | 14 | 10 | 14 | 042:500 | −8    | 38:38  |
| 10. | FC Granada (A)       | 38  | 14 | 8  | 16 | 042:390 | +3    | 36:40  |
| 11. | Deportivo La Coruña  | 38  | 11 | 14 | 13 | 040:500 | −10   | 36:40  |
| 12. | Real Valladolid      | 38  | 14 | 8  | 16 | 057:560 | +1    | 36:40  |
| 13. | Getafe Deportivo (N) | 38  | 12 | 11 | 15 | 037:480 | −11   | 35:41  |
| 14. | CD Castellón         | 38  | 14 | 7  | 17 | 046:450 | +1    | 35:41  |
| 15. | FC Córdoba           | 38  | 10 | 15 | 13 | 039:450 | −6    | 35:41  |
| 16. | CD Calvo Sotelo      | 38  | 14 | 6  | 18 | 039:560 | −17   | 34:42  |
| 17. | Pontevedra CF (N)    | 38  | 10 | 14 | 14 | 034:440 | −10   | 34:42  |
| 18. | UD Levante (N)       | 38  | 12 | 10 | 16 | 047:610 | −14   | 34:42  |
| 19. | UE Sant Andreu       | 38  | 10 | 13 | 15 | 039:520 | −13   | 33:43  |
| 20. | Barcelona Atlètic    | 38  | 10 | 10 | 18 | 039:520 | −13   | 30:46  |

Platzierungskriterien: 1. Punkte – 2. Direkter Vergleich (Punkte, Tordifferenz, geschossene Tore) – 3. Tordifferenz – 4. geschossene Tore

| (A) | Absteiger der Saison 1975/76       |
| (N) | Neuaufsteiger der Tercera División |

## Nach der Saison
Aufsteiger in die Primera División
- 01. – Sporting Gijón
- 02. – FC Cádiz
- 03. – Rayo Vallecano

 Absteiger in die Segunda División B
- 17. – Pontevedra CF
- 18. – UD Levante
- 19. – UE Sant Andreu
- 20. – Barcelona Atlètic

 Absteiger aus der Primera División
- Real Saragossa
- Celta Vigo
- CD Málaga

 Aufsteiger in die Segunda División
- FC Barakaldo
- Real Murcia
- CA Osasuna
- CE Sabadell